# Arthur Gomes Lourenço
Arthur Gomes Lourenço (Uberlândia, Brasil, 3 de julio de 1998), conocido deportivamente como Arthur, es un futbolista brasileño que juega como delantero y su equipo es el F. C. Dinamo Moscú de la Liga Premier de Rusia.

## Trayectoria

### Santos
Arthur nació en Uberlândia, Minas Gerais, y se unió a la organización juvenil de Santos FC en noviembre de 2012, después de representar a São Paulo, Uberlândia y Poliesportivo. En enero de 2015 firmó un contrato profesional de dos años con el primero.
En septiembre de 2016, después de la partida de Gabriel a Internazionale, el gerente Dorival Júnior llamó a Arthur para entrenar con el escuadrón principal. Fue incluido por primera vez en un equipo de la jornada el 19 de octubre, para un partido de Copa de Brasil contra Internacional, pero siguió siendo un sustituto no utilizado en la derrota por 0-2 y la eliminación posterior.
El 6 de noviembre de 2016, Arthur debutó en su primer equipo, y Série A, como suplente tardío de Jean Mota en una victoria por 2-1 contra el Ponte Preta. El 4 de enero siguiente, después de participar en un partido más con el equipo principal, renovó su contrato hasta diciembre de 2021.
Arthur anotó su primer gol profesional el 3 de febrero de 2017, obteniendo el cuarto lugar de su equipo en un 6–2 Campeonato Paulista en casa de Linense. Después de aparecer raramente con Dorival y Levir Culpi, el gerente interino Elano lo convirtió en titular, y marcó su primer gol en el nivel superior el 4 de noviembre al anotar el primero en una victoria por 3-1 en casa contra el Atlético Mineiro.
Arthur debutó en la Copa Libertadores el 1 de marzo de 2018, reemplazando a Jean Mota en una derrota por 2-0 contra el Real Garcilaso.

### Chapecoense
El 1 de mayo de 2019 fue prestado al club Chapecoense hasta el final de la temporada.

## Selección nacional
Fue convocado a la selección sub-17 de Brasil.

## Clubes
| Club                 | País     | Año       |
| -------------------- | -------- | --------- |
| Santos F. C.         | Brasil   | 2016-2021 |
| Chapecoense (cedido) | Brasil   | 2019      |
| Atlético Goianiense  | Brasil   | 2021      |
| G. D. Estoril Praia  | Portugal | 2021-2022 |
| Sporting C. P.       | Portugal | 2022-2023 |
| Cruzeiro E. C.       | Brasil   | 2023-2024 |
| F. C. Dinamo Moscú   | Rusia    | 2024-     |